# San Calixto
San Calixto – miasto w Kolumbii, w departamencie Norte de Santander.